# بازی مرکب ۴۵۶٬۰۰۰ دلاری در زندگی واقعی!
«بازی مرکب ۴۵۶٬۰۰۰ دلاری در زندگی واقعی!» (انگلیسی: $456,000 Squid Game in Real Life!) یک ویدئوی یوتیوب از یوتیوبر آمریکایی، جیمی دونالدسون است که در این پلتفرم با نام مستربیست شناخته می‌شود. این ویدئو در تاریخ ۲۴ نوامبر ۲۰۲۱ منتشر شد و یک مسابقه است که بر پایه بازی‌های مجموعه نتفلیکس محصول کره جنوبی بازی مرکب طراحی شده است.
دونالدسون کار بر روی این ویدئو را در اکتبر ۲۰۲۱ آغاز کرد. این ویدئو که بخشی از هزینهٔ آن توسط شرکت توسعه‌دهنده بازی ویدئویی فنلاندی سوپرسل برای تبلیغ بازی موبایل برال استارز تأمین شده بود، ۳٫۵ میلیون دلار هزینه دربرداشت. از این مبلغ، ۲ میلیون دلار برای ساخت دکورها و تولید و ۱٫۵ میلیون دلار به عنوان جوایز نقدی به شرکت‌کنندگان اختصاص یافت. دونالدسون چندین دکور از این مجموعه تلویزیونی را برای این ویدئو بازسازی کرد. مانند مجموعه تلویزیونی، ۴۵۶ بازیکن در سری بازی‌ها رقابت کردند تا اینکه تنها یک بازیکن باقی ماند.
پس از انتشار ویدئو در ۲۴ نوامبر ۲۰۲۱، این ویدئو به سرعت بیش از ۱۰۰ میلیون بازدید کسب کرد و تبدیل به پربازدیدترین ویدئوی مستربیست (بدون احتساب ویدئوهای کوتاه) شد. تا دسامبر ۲۰۲۴، این ویدیو بیش از ۶۷۰ میلیون بازدید داشته است. نشریات به خاطر بازسازی دقیق دکورها از دونالدسون تقدیر کردند، اما برخی منتقدان این ویدئو را تکراری و فاقد خلاقیت دانستند و معتقد بودند که مضامین سرمایه‌داری‌ستیزی بازی مرکب به اشتباه درک شده است.